# Lilla Askakaren
Lilla Askakaren är en sjö i Falu kommun i Dalarna och ingår i Dalälvens huvudavrinningsområde. Sjön är 10 meter djup, har en yta på 0,16 kvadratkilometer och är belägen 188,1 meter över havet. Vid provfiske har abborre, gädda och mört fångats i sjön.

## Delavrinningsområde
Lilla Askakaren ingår i det delavrinningsområde (675003-149367) som SMHI kallar för Inloppet i Stora Askakaren. Medelhöjden är 268 meter över havet och ytan är 12,39 kvadratkilometer. Det finns inga avrinningsområden uppströms utan avrinningsområdet är högsta punkten. Vattendraget som avvattnar avrinningsområdet har biflödesordning 3, vilket innebär att vattnet flödar genom totalt 3 vattendrag innan det når havet efter 264 kilometer. Avrinningsområdet består mestadels av skog (90 procent). Avrinningsområdet har 0,16 kvadratkilometer vattenytor vilket ger det en sjöprocent på 1,3 procent.